# Jevon Francis
Jevon Kurtney Francis (29 maggio 1983) è un ex calciatore nevisiano, di ruolo attaccante.